# Okres Jindřichův Hradec
Jindřichův Hradec (Duits: Neuhaus) is een district (Tsjechisch: Okres) in de Tsjechische regio Zuid-Bohemen. De hoofdstad is Jindřichův Hradec. Het district bestaat uit 106 gemeenten (Tsjechisch: Obec).

## Lijst van gemeenten
De obce (gemeenten) van de okres Jindřichův Hradec. De vetgedrukte plaatsen hebben stadsrechten. De cursieve plaatsen zijn steden zonder stadsrechten (zie: vlek).
Báňovice - Bednárec - Bednáreček - Blažejov - Bořetín - Březina - Budeč - Budíškovice - Cep - Cizkrajov - Červený Hrádek - České Velenice - Český Rudolec - Číměř - Člunek - Dačice - Dešná - Deštná - Dívčí Kopy - Dobrohošť - Dolní Pěna - Dolní Žďár - Domanín - Doňov - Drunče - Dunajovice - Dvory nad Lužnicí - Frahelž - Hadravova Rosička - Halámky - Hamr - Hatín - Heřmaneč - Horní Meziříčko - Horní Němčice - Horní Pěna - Horní Radouň - Horní Skrýchov - Horní Slatina - Hospříz - Hrachoviště - Hříšice - Chlum u Třeboně - Jarošov nad Nežárkou - Jilem - Jindřichův Hradec - Kačlehy - Kamenný Malíkov - Kardašova Řečice - Klec - Kostelní Radouň - Kostelní Vydří - Kunžak - Lásenice - Lodhéřov - Lomnice nad Lužnicí - Lužnice - Majdalena - Nová Bystřice - Nová Olešná - Nová Včelnice - Nová Ves nad Lužnicí - Novosedly nad Nežárkou - Okrouhlá Radouň - Peč - Písečné - Pístina - Plavsko - Pleše - Pluhův Žďár - Polště - Ponědraž - Ponědrážka - Popelín - Příbraz - Rapšach - Ratiboř - Rodvínov - Roseč - Rosička - Slavonice - Smržov - Staňkov - Staré Hobzí - Staré Město pod Landštejnem - Stráž nad Nežárkou - Strmilov - Stříbřec - Střížovice - Studená - Suchdol nad Lužnicí - Světce - Třebětice - Třeboň - Újezdec - Velký Ratmírov - Vícemil - Višňová - Vlčetínec - Volfířov - Vydří - Záblatí - Záhoří - Zahrádky - Žďár - Županovice
České Budějovice · Český Krumlov · Jindřichův Hradec · Písek · Prachatice · Strakonice · Tábor